# Eclissi solare del 17 marzo 1904
L'eclissi solare del 17 marzo 1904 è un evento astronomico che ha avuto luogo il suddetto giorno attorno alle ore 5.40 UTC. 
L'eclissi, di tipo anulare, è stata visibile in alcune parti dall'Africa (Tanzania, Mozambico e dell'Asia (Cambogia, Laos, Vietnam, Myanmar).
L'eclissi è durata 8 minuti e 7 secondi e l'ombra lunare sulla superficie terrestre raggiunse una larghezza di 237 km.

## Osservazione a fini di studio
L'astronomo N. Donnich della Royal Academy of Sciences, istituto predecessore dell'Accademia Russa delle Scienze, andò a Phnom Penh, attualmente la capitale della Cambogia, via Saigon nell'Indocina francese (attualmente Ho Chi Minh City in Vietnam) per osservare l'eclissi. Il mattino del giorno 17 marzo, pur soleggiato era pervaso da nebbia che inficiò le osservazioni. Donichi studiò l'eclissi solare anulare con uno spettroscopio e registrò una variazione di temperatura di 3 °C inferiore per un totale di circa 2,5 ore .

## Saros 128
Questa eclissi fa parte del ciclo Solare di Saros 128, che comprende 73 eclissi che si verificano a intervalli di 18 anni e 11 giorni. La serie iniziò con un'eclissi solare parziale il 29 agosto 984 d.C. Dal 16 maggio 1417 al 18 giugno 1471 la serie produsse eclissi solari totali , seguite da eclissi solari ibride dal 28 giugno 1489 al 31 luglio 1543 ed eclissi solari anulari dall'11 agosto 1561 al 25 luglio 2120. La serie termina al membro 73 con un'eclissi parziale il 1 ° novembre 2282. Tutte le eclissi di questa serie si verificano nel nodo discendente della Luna.